# پیترو پاسیناتی

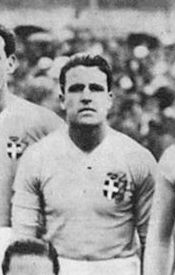
پیترو پاسیناتی

پیترو پاسیناتی (به ایتالیایی: Pietro Pasinati) بازیکن فوتبال و اهل ایتالیا است که از سال ۱۹۳۶ میلادی عضو تیم ملی فوتبال ایتالیا بوده و در ۱۰ بازی ملی حضور داشته‌است. او در بازی‌های ملی‌اش ۱ گل به ثمر رساند.
پیترو پاسیناتی آخرین بازی ملی خود را در سال ۱۹۳۸ میلادی انجام داد.